# Constelație

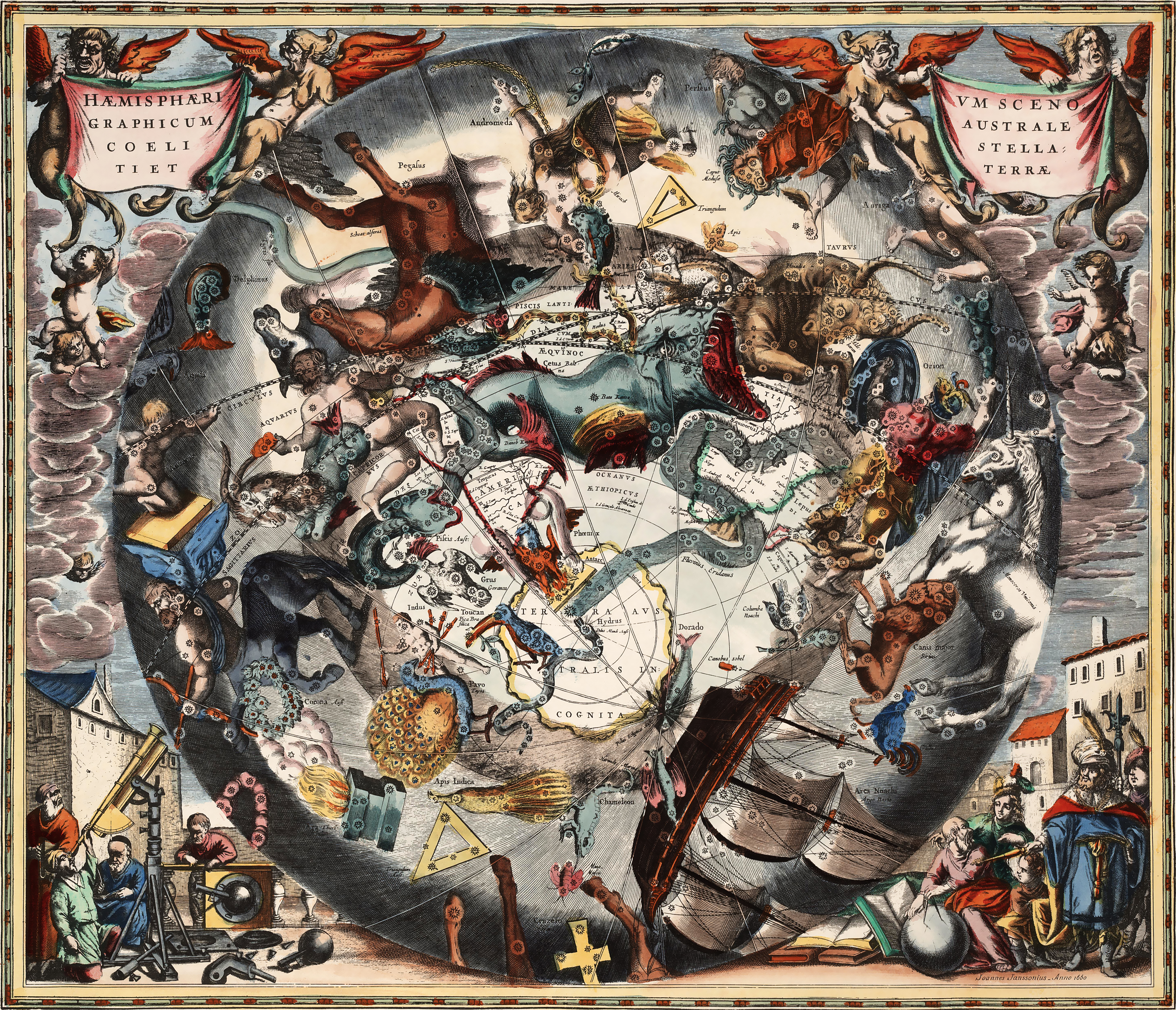
O reprezentare a cerului austral din 1661

O constelație este una dintre cele 88 de zone în care este împărțită bolta sau sfera cerească, uneori făcându-se referire doar la o grupare aparentă de stele, care, unite printr-o linie imaginară, se aseamănă cu un anumit obiect, animal, personaje mitologice etc. Pentru majoritatea constelațiilor vizibile din emisfera nordică a Pământului, denumirile există deja din Antichitate. Pentru cele din emisfera sudică, denumirile provin de la navigatori și astronomi din epoca Marilor descoperiri geografice, și de aceea aceste constelații poartă denumiri ca de exemplu Microscopul, Mașina Pneumatică etc.
În astronomia modernă constelația este o anumită porțiune din sfera cerească exact delimitată, în jurul figurii imaginare inițiale, astfel încât fiecare obiect ceresc fix (chiar invizibil ochiului omenesc) poate fi atribuit unei constelații. Obiectele cerești fugare, ca de exemplu cele din Sistemul Solar sau și unele din apropierea sa, fiind relativ aproape de Pământ, pot trece în scurt timp dintr-o constelație în alta. Spre exemplu, cometa Lovejoy a trecut în decurs de câteva zile prin constelațiile Orion, Taurul și Andromeda.
Spre deosebire de galaxii, constelațiile nu sunt grupări spațiale reale de stele, ci doar aparente.
Deși în general se vorbește despre „stele fixe”, poziția relativă a stelelor pe cer nu este chiar fixă: ea se schimbă simțitor în decursul mileniilor. De aceea, grupările aparente de stele de pe cer se deformează încet dar permanent, devenind cu timpul de nerecunoscut.
Din numele constelațiilor se formează și numele stelelor lor, conform  următoarei sistematici:
- o literă greacă, de ex. alpha, beta, gamma,... care desemnează luminozitatea stelei, alpha desemnând steaua cea mai luminoasă a constelației,
- urmată de numele constelației respective în latină, la genitiv.

Exemplu: cea mai luminoasă stea din Centaurul a fost numită α Centauri, scris și Alpha Centauri (steaua α a lui Centaurus).
Alte modele sau grupuri de stele, numite asterisme, nu sunt constelații în sensul definiției oficiale, dar sunt, de asemenea, folosite de observatori pentru a naviga pe cerul nopții. Asterismele pot fi mai multe stele din cadrul unei constelații sau pot împărți stele cu mai multe constelații. Printre exemplele de asterisme se numără ceainicul din constelația Săgetătorul sau Carul Mare din constelația Ursa Major.

## Constelațiile sunt grupări doar aparente de stele
Vederea omenească nu permite aprecierea adevăratelor distanțe dintre stelele vizibile de pe cer. Ele ne apar ca și când s-ar afla toate la aceeași distanță față de noi, fixate cumva pe o „boltă cerească" sferică (însă doar imaginară). Astfel, stelele unei constelații ne pot apărea ca fiind apropiate unele de altele, ducând la percepția unei anumite figuri pe cer (Șarpele, Microscopul ș.a.m.d.). Totuși, în realitate, fiecare din acestea se află la o altă depărtare față de Pământ: stelele oricărei constelații sunt dispersate pe adâncurile imense ale Universului la cele mai diverse distanțe între ele, nefiind grupate spațial în niciun fel.

## Istoric
Sistemul de constelații pe care îl folosim în prezent se bazează pe cele 48 de constelații descrise de renumitul astronom grec din Alexandria, Ptolemeu, în lucrarea sa cunoscută mai ales sub titlul ei arab Almagest. În această lucrare apărută în anul circa 150 î.H., Ptolemeu face o sinteză a cunoștințelor din domeniul astronomiei din acea vreme, majoritatea datelor provenind de la observațiile făcute de către Hiparh cu 300 de ani mai devreme. Catalogul cuprinde 1.022 de stele care sunt grupate în 48 de constelații, dintre care 47 mai există și azi; a 48-a, Nava Argonauților (Argo Navis ), a fost împărțită în 4 constelații: Carina, Puppis, Pyxis, Vela. Nu este cunoscut exact locul unde s-au aflat pe cer aceste figuri, însă există o particularitate a reprezentărilor care ne ajută: porțiunea de forma unui cerc în jurul polului sud ceresc, în care nu au existat constelații. De aici se poate deduce că locul trebuie să se afle undeva pe la 36 ° latitudine nordică. De asemenea, poziția centrului acestui cerc față de polul sud de astăzi s-a schimbat datorită precesiei; acest fapt ne indică timpul care a trecut de atunci: circa 4.500 ani. În acea perioadă existau civilizații înaintate atât în Babilonia cât și pe insula Creta. În favoarea insulei Creta ar fi observarea constelațiilor pentru scopurile navigației pe mare, însă pentru aceasta nu există nici o dovadă, poate și din cauza catastrofei declanșate de erupția vulcanului de pe insula Thera (Santorini) acum aproape 4.000 de ani, care a avut un efect dezastruos asupra civilizației minoice.

## Constelațiile în prezent
La congresul Uniunii Astronomice Internaționale din 1922 s-a stabilit ca cerul să fie împărțit în 88 de constelații. Una dintre ele, constelația Șarpele (Serpens), este alcătuită din două părți separate pe cer: Capul și Coada Șarpelui (Serpens Caput și Serpens Cauda).